# 太鼓鐘貞宗
太鼓鐘貞宗（たいこがねさだむね）は、鎌倉時代に作られたとされる日本刀（短刀）。日本の重要文化財に指定されており、個人収蔵品として東京都墨田区にある刀剣博物館に保管されている。同名の刀が2つ存在していたが、本項では仙台伊達家伝来の短刀を中心に記す。

## 概要
鎌倉時代末期から南北朝時代の刀工・正宗の弟子もしくは子である貞宗によって作られた刀とされる。貞宗は通称を彦四郎といい、在銘作品は皆無に等しい。作風は正宗に似ており力強く覇気があるが、正宗より整っていて穏やかと評される。
太鼓鐘貞宗の名前の由来は、「太鼓鐘」を屋号としていた堺の豪商が所持していたことによる。家康の遺品分与品である駿府御分物（すんぷおわけもの）のうち刀剣の仕分け等級や預け置き先などを記した『上々腰物帳』(じょうじょうこしものちょう)に、「たいこかね　貞宗　もり藤四郎」という記述があることから毛利藤四郎秀包より徳川将軍家へ献上されたと考えられる。また、駿府御分物により紀州徳川家の徳川頼宣へ渡ったが、後に兄にあたる2代将軍徳川秀忠へ献上される。
1611年（慶長16年）、家康は自身の養女である振姫（姫路藩主池田輝政の娘）と仙台藩主である伊達忠宗の二人を許婚として婚約させていた。1617年（元和3年）12月13日には二人は結婚式を挙げ、同月18日に忠宗が秀忠へ御礼を申し上げた際に、秀忠より長船長光の太刀と併せて本作が贈られたとされる。1696年（元禄9年）1月28日に藩主綱村の養子である吉村が初めて将軍にお目見えした際に、綱村から本作が贈られた。また、吉村も1720年（享保5年）には嫡男である勝千代丸（後の宗村）へ本作を与えている。
1789年（寛政元年）に仙台藩御刀奉行を務めていた佐藤東蔵が、藩主の命により編集した『剣槍秘録』（けんそうひろく）には、一巻25番に記録されている。伊達家の蔵刀管理として春・夏・秋・冬の四季と番号が管理番号として記されており、蔵刀は厚紙札に刀袋の緒に括り付けられる場合や白鞘の柄に朱書きされていた。本作は「春二号」と記されており、「春一号」は欠番となっていたことから伊達家第一の重宝として大切に保存されていたことが確認できる。
その後も仙台伊達家に伝来しており、1884年（明治16年）には仙台から東京の伊達邸へ移されている。1934年（昭和9年）7月31日には、伊達興宗伯爵名義にて重要美術品に認定される。1938年（昭和13年）7月4日には国宝保存法に基づき、当時の国宝（いわゆる旧国宝、のちの重要文化財）に指定される。指定名称は「短刀無銘(伝貞宗)
」。戦後に入り伊達家の所有を離れて個人収蔵となった。2000年時点では奈良県の個人蔵。2020年時点では東京都墨田区にある刀剣博物館に保管されている。

## 同名の刀
太鼓鐘貞宗と号する短刀には、下総佐倉藩主である稲葉正往が所持していた同名刀の記録が遺されている。『日本刀大百科事典』にて刀剣研究家である福永酔剣の説明によれば、本作の由緒は不明であり稲葉家には贈答の記録に残されていないため徳川将軍家からの伝来品ではないと判断できる一方で、元和頃に記された『本阿弥光柴押形』には「御物」と記されているため徳川将軍家に伝わっていたものとも見られる。これらも踏まえ、正往が春日局の曾孫である点や妻が3代将軍家光の異母弟で知られる保科正之の娘である点から、徳川将軍家と距離が近いことから伝わってきたものと考えられるとしている。
また、仙台伊達家伝来の刀と稲葉正往所持の刀が同じ刀であるという見方もあり、伊達綱村は老中稲葉正則の娘である仙姫を正室に迎えていたが、1705年（宝永3年）に仙姫が死去した際に形見分けとして仙姫の兄である正往に贈られた。後に1720年（享保5年）に伊達家の記録にあることから、1716年（享保元年）に正往が死去した際、今度は伊達家にとっても重要な刀であったことを慮った稲葉家より返却されたと推測している。
しかし、『享保名物帳』にも稲葉家伝来として八寸三分半の短刀として記録されているが、現存する太鼓鐘貞宗の長さは八寸二分であり『享保名物帳』の記録とは異なる点や、伊達家の記録にも稲葉家との贈答の記録が遺されていいないため仙台伊達家伝来の刀と稲葉正往所持の刀が同一のものであるかは不明とされている。

## 作風

### 刀身
刃長24.9センチメートル（八寸二分）、反りはなし。平造、三ツ棟。指表（さしおもて）には腰樋内に素剣を掘っており、指裏（さしうら）には、腰樋内に棒樋が彫られている。茎（なかご、柄に収まる手に持つ部分）は無銘で、目釘穴は4つ（うち2つは埋めている）。

### 外装
柄（つか、刀の持ち手部分）には白鮫が使われており、目貫（めぬき、柄と刀を固定する目釘穴を隠す装飾品）には二疋獅子の出し目貫が用いられている。鞘は黒塗り、付属する小刀は駿河守盛道の作、小柄は赤銅で作られており、下緒は紫色である。